# Земельные выборы в Берлине (2021)
26 сентября 2021 года в Берлине состоялись выборы 19-го Горсовета Берлина . Действующее правительство представляло собой коалицию Социал-демократической партии (СДПГ), левых и зеленых во главе с управляющим мэром Михаэлем Мюллером . Мюллер не баллотировался на переизбрание мэром, а бывший федеральный министр Франциска Гиффи возглавила список СДПГ на выборах.

## Ситуация на выборах
В тот же день были проведены, выборы в бундестаг, берлинский референдум об экспроприации, а также выборы в райсоветы, которые функционируют как муниципальные выборы Берлина.
Каждый избиратель на выборах получил 6 бюллетеней. Расчетное время заполнения всех 6 бюллетеней составляет — 5минут.
На многих участках закончились бюллетени. Их пришлось заменять бюллетенями из другого округа.
Избиратели могли проголосовать как очно, так и по почте.
Избирательные участки закрылись не как обычно в 18:00 , а в 20:00 . В то же время к 18:30 были известны результаты выборов с других участков города.
Кроме того, не роздано почти 4000 бюллетеней для первого (общеберлинский округ) и более 1500 (одномандатный округ) для второго голосования и выдано около 2000 фальшивых бюллетеней (с других избирательных участвков) для первого и второго голосования.
Доставка бюллетеней с участка на участок была затруднена из-за проходившего одновременно с выборами Марафона.

## Итоги выборов
В горсовет избраны представители 6 партий: ХДС-30, СДПГ-36, СВДП-12, Зеленые-32, Левые-24, Альянс за Германию-13. Список партий ХДС, СВДП был разделен на региональные группы.
Кроме того в выборах участвовали : ПАРТИЯ, ПЗЖ, Пираты , Серые пантеры, Партия демократического базиса, Вольт Германия и Команда Тоденхофера. Все они вместе получили 12,50% голосов по единому округу.
Всего проголосовало 1809486 человек по первому бюллетеню, 1821663 по второму бюллетеню, число проголосовавших всего по городу составило 1844278.

## Формирование сената
Был сформирован Берлинский Сенат (в составе коалиции СДПГ, Левых и Зеленых), и избран городской голова на срок до 2026 года.
После голосования в 2023 году сформирована коалиция ХДС и СДПГ.

## Нарушения на выборах
Сразу после выборов начальник ЦИК Берлина объявила о многочисленных нарушениях на этих выборах. 
Из-за многочисленных нарушений, имевших место во время выборов, Конституционный суд Берлина аннулировал результаты в ноябре 2022 года. В результате на 12 февраля 2023 года были назначены повторные выборы . Одновременно пройдут коммунальные выборы.

## Аналоги в других землях Германии
В 1991 выборы в Ландтаг Гамбурга также были отменены.

## Повторное голосование в Бундестаг
11 февраля 2024 года в 5 избирательных округах Берлина (на 455 из 2256 избирательных участков) пройдет переголосование на выборах в Бундестаг. 